# Tōshōdai-ji
Le Tōshōdai-ji (唐招提寺) est un temple bouddhiste de la secte Ritsu situé dans la ville de Nara au Japon. Il a été fondé par un moine chinois du nom de Ganjin en l'an 759.
Le temple fait partie depuis 1998 des monuments historiques de l'ancienne Nara inscrits au patrimoine mondial de l'UNESCO.